# Gnophos agglomerata
Gnophos agglomerata är en fjärilsart som beskrevs av Nitsche 1926. Gnophos agglomerata ingår i släktet Gnophos och familjen mätare. Inga underarter finns listade i Catalogue of Life.